# André Buonomo
André Buonomo (Sète, 22 gennaio 1950) è un allenatore ed ex giocatore francese di rugby a 15; tra i club con cui ha avuto esperienze professionali figurano il Béziers con cui si laureò da giocatore campione di Francia, e il Benetton che guidò da allenatore alla conquista dello scudetto.

## Biografia
Proveniente da Sète, cittadina mediterranea dell'Hérault, esordì a 17 anni nella vicina Béziers cui legò i suoi migliori risultati da giocatore, a parte un intermezzo di una stagione ad Albi: a soli 22 anni, infatti, si aggiudicò il titolo di campione di Francia.
Dopo la conquista del titolo lasciò Béziers per diventare giocatore-allenatore del Creusot e, successivamente, a Nîmes a cavallo tra gli anni settanta e ottanta, dove chiuse la carriera di giocatore.
Ormai solo allenatore, fu a Istres e successivamente, nel 1986, in Italia al Benetton con cui, in tre stagioni, giunse due volte secondo e, nel 1989, alla conquista del quarto scudetto della compagine veneta.
Tornato in Francia, fu a Nizza, Rodez e di nuovo a Béziers; tra i suoi più recenti impegni figura quello di commissario tecnico della nazionale monegasca che prese parte al campionato europeo 2006-08.

## Palmarès

### Giocatore
- Campionati francesi: 1
Béziers: 1971-72

### Allenatore
- Campionati italiani: 1
Benetton Treviso: 1988-89